# Schönberg-Haus
Het Schönberg-Haus is een museum en onderwijscentrum voor musici in Mödling, Neder-Oostenrijk, iets ten zuiden van de Oostenrijkse hoofdstad Wenen. Het is gewijd aan de componist Arnold Schönberg (1874-1951).

## Geschiedenis
Schönberg woonde hier vanaf 1918 en ontmoette hier Ernst Křenek in 1922. Tot aan zijn dood bleven beide componisten nauw contact met elkaar onderhouden. In 1923 ontwikkelde Schönberg hier de twaalftoonstechniek, waarmee hij slaagde om te componeren met twaalf tonen die met elkaar in verbinding staan.
In 1923 overleed zijn vrouw Mathilde en een jaar later trouwde hij de zus van zijn student Rudolf Kolisch, Gertrud. In oktober 1925 verhuisden ze naar Berlijn. Het huis bleef tientallen jaren onbewoond achter.

## Cultuurcentrum
Aan het begin van de jaren zeventig werd het huis door de Schönberg-vereniging behoed voor afbraak. Met behulp van verschillende overheden werd het pand  gesaneerd en geschikt gemaakt als cultuurcentrum voor onderwijs en kunst. De opening vond feestelijk plaats op 6 juni 1974, enkele maanden voordat Schönberg honderd jaar oud zou zijn geworden.
Rudolf Kolisch gaf hier in de eerste jaren interpretatiecursussen, tot hij in 1978 overleed. Op uitnodiging van de gemeente Wenen bewoonden Ernst Křenek en zijn vrouw de bovenste verdieping van het huis van 1983 tot 1990. Vervolgens werd het onderwijs voortgezet door Richard Hoffmann. Hij was assistent en leerling van Schönberg in de Verenigde Staten.
In 1997 werd het huis gekocht door de internationale Schönberg-vereniging die het samen met de gemeente Wenen onderbracht in een stichting. Vanuit die stichting wordt ook het Arnold Schönberg Center in Wenen beheerd. Het huis werd opnieuw gerenoveerd en heropend op 11 september 1999, twee dagen voor de 125e geboortedag van Schönberg.

## Museum
Sinds de heropening in 1999 bevindt zich een museum op de eerste verdieping dat inzicht biedt in het werk en leven van Schönberg. Er staat een permanente collectie opgesteld met muziekinstrumenten, origineel meubilair, foto's en demonstratieborden. Daarnaast worden er video's getoond en zijn er hoorzuilen geplaatst waar zijn muziek beluisterd kan worden.
Op de begane grond bevindt zich een woonverblijf voor studenten en wetenschappers die zich richten op het werk van Schönberg. Jaarlijks zendt de Yale-universiteit jonge pianisten naar het huis voor een zomerschool. De tuin werd in 2002 opnieuw aangelegd en dient nu als verlengstuk van de woonkamer. In het huis worden verder lezingen, symposia en concerten gehouden.

## Galerij
| Concertzaal |  | Dodenmasker |
| Concertzaal |  | Dodenmasker |